# Severin iz Kölna
Sveti Severin iz Kölna (lat. Severinus), treći poznati biskup Kölna i Rimokatolički svetac.

## Životopis
O njegovom životu ima malo podataka. Oko godine 376. je osnovao samostan u tadašnjoj Coloniji Agrippini u počast mučenika Kornelija i Ciprijana, kojima je posvetio kasniju crkvu sv. Severina. Severin je bio poznat i kao protivnik arijanstva. Proglašen je svecem i katolički imendan mu je na dan 23. listopada. Kosti mu se nalaze u zlatnom oltaru crkve sv. Severina. Svetcem je zaštitnikom grada Kölna.

## Vanjske poveznice
- Župa Medulin  Arhivirana inačica izvorne stranice od 7. ožujka 2021. (Wayback Machine) Ivan, Henrik, Severin, Oda, Roman, Teodoret
- The wooden shrine of Saint Severin  Arhivirana inačica izvorne stranice od 12. ožujka 2023. (Wayback Machine)